# The Core
The Core (Engels voor 'de kern') is een Amerikaanse sciencefiction-rampenfilm uit 2003 onder regie van Jon Amiel. Het verhaal is gebaseerd op dat uit de roman Core van Paul Preuss.

## Verhaal
Een groep wetenschappers komt erachter dat de kern van de Aarde steeds langzamer draait en zonder ingrijpen uiteindelijk zal stilstaan. Dit heeft catastrofale gevolgen voor alles en iedereen op de planeet. Daarom wordt er een team met een speciaal daarvoor gebouwd voertuig richting het middelpunt van de Aarde gestuurd om de rotatie van de aardkern te herstellen en daarmee ook het elektromagnetisch veld rondom de aarde.

## Wetenschappelijke principes
Na een aantal onwaarschijnlijke rampen wordt ontdekt dat de aardkern stopt met draaien. Hierdoor valt het aardmagnetisch veld weg en wordt het leven niet langer beschermd tegen bepaalde straling. Hoewel de rotatie van de aardkern inderdaad zorgt voor het aardmagnetisch veld en dit veld inderdaad enigszins beschermt tegen bestraling door geladen deeltjes vanuit de ruimte, is het niet zo dat het leven op Aarde hiervan afhangt. Het poollicht (of noorderlicht) ontstaat doordat de straling die wordt weggebogen van een groot deel van de Aarde bij de polen terechtkomt, zodat daar beduidend meer straling voorkomt. De bewoners van de poolstreken hebben daar weinig last van. Ook komen er in de geschiedenis van de Aarde herhaaldelijk periodes voor waarin het aardmagnetisch veld wegvalt waarna het kan omkeren.
De film wil doen geloven de mensheid een voertuig kan bouwen dat de omstandigheden van het binnenste van de Aarde kan weerstaan. In realiteit is het al moeilijk om een duikboot te bouwen die sterk genoeg is voor de bodem van de Marianentrog (met een druk van ruim 1100 Atmosfeer), laat staan een 'duikboot' die duizenden kilometers diep magma induikt, terwijl magma aanzienlijk zwaarder is dan water en de hoge temperaturen niet 'stabiliserend' werken.
De koeling van het filmvoertuig weerstaat de wetten van de thermodynamica. Daaruit stapt de bemanning in een enorme geode om hun voertuig te repareren. Die giga-geode bevindt zich in realiteit niet in de aardkorst, maar in de gesmolten mantel. De hoofdpersonages blijken geen last te hebben van de lokale temperatuur en druk, die oploopt tot in de orde van 5000°C en 20.000 Atm. Binnenin de Aarde is het in realiteit niet donker, omdat het aanwezige magma witheet moet zijn. Dat geldt ook voor de geode. Radiocommunicatie met het oppervlak is onmogelijk. Verder negeert The Core het verschil in zwaartekracht naarmate de duikboot dichter bij het midden van de Aarde komt (in het centrum van de Aarde heerst gewichtloosheid).
Het idee om met een atoombom de aardkern weer op gang te brengen is in realiteit onuitvoerbaar, zelfs als alle ontploffingsenergie zou worden toegevoegd aan de rotatie van de kern. De energie die vrijkomt bij de ontploffing van een atoombom, zelfs die van een zware waterstofbom, valt in het niet bij de (benodigde) rotatie-energie van de aardkern, die 32% van de massa van de Aarde omvat. Atoombommen zijn te zwak om effect te hebben op de rotatiesnelheid van de Aarde. Hun energie blijft erg klein ten opzichte van die van vulkanen, waarvan de energie weer verwaarloosbaar klein is ten opzichte van de rotatie-energie van de Aarde (of haar kern).

## Rolverdeling
Bemanning:
- Aaron Eckhart - Dr. Josh Keyes
- Hilary Swank - Majoor Rebecca Childs
- Stanley Tucci - Dr. Conrad Zimsky
- Delroy Lindo - Dr. Ed 'Braz' Brazzleton
- Tchéky Karyo - Dr. Serge Leveque
- Bruce Greenwood - Commandant Robert Iverson

Andere personages:
- Richard Jenkins - Generaal Thomas Purcell
- DJ Qualls - Theodore Donald 'Rat' Finch
- Alfre Woodard - Stickley
- Rekha Sharma - Danni